# 김대중 (언론인)
김대중(金大中, 1939년 9월 3일 ~ )은 조선일보 고문을 맡고 있는 대한민국의 언론인이다. 본관은 광산이다. 
그는 조갑제, 류근일 등과 함께 1990년대~2000년대의 대한민국의 반공주의 운동가로 활동했다. 1965년 조선일보사에 기자로 입사하여 39년간 재직하였으며, 미국 워싱턴 특파원, 조선일보 사회부장, 정치부장, 편집국장 등을 지냈다. 재직기간 후반에는 조선일보 주필, 이사대우 등의 직책에 선임되었다. 2004년 10월 31일 정년퇴임과 동시에 사원 신분을 유지한 조선일보 고문으로 추대되었다.

## 이력

### 초기 활동
경성부 장교방(현, 서울 중구 장교동 55)에서 일본 유학파 출신 기업인 김용옥(金容玉)과 이을순(李乙順)의 아들로 출생했다. 본관은 광산 김씨로, 사계 김장생, 신독재 김집, 광성부원군 김만기, 서포 김만중 등이 그의 선조였다. 아버지 김용옥은 일본으로 유학, 와세다 대학에서 수학했지만 노조운동을 하다 잘못되어 학교를 중퇴하고 귀국하여 요시찰 인물로 낙인찍혀 감시대상이 되었다. 그러나 아버지 김용옥은 제과업도 하고, 동대문에서 상점을 운영했으며, 광산업에도 손을 댔고, 서울에서 상인연합회 회장에 선출되기도 했다.
서울대학교 사범대학 부속소학교를 다니다가 6.25 전쟁으로 일가족을 따라 경상북도 김천으로 피난, 1952년 김천 개령국민학교를 졸업했다. 1952년에 실시된 전시연합고사에 상위권 성적으로 합격한 그는, 수복 후 서울중학교에 입학하게 되었고, 1955년 서울중학교를 졸업, 1958년 서울고등학교를 졸업하였다. 그가 고교 시절 아버지 김용옥이 운영하던 광산업이 기울면서 고교 시절에는 아르바이트로 학비를 조달해야 했다.
법관이 되기를 희망했던 아버지의 권고로 1958년 서울대학교 법대 행정학과에 입학하여 1963년 졸업하였다. 그러나 그는 고시에 응시하지 않았고, 대학 시절 ROTC에 지원하여 장교로 임관하여 주한미군 제2군단 사령부 비서실에서 영어 통역장교로 군 생활을 하였다.

### 조선일보 기자 생활
1965년 6월 조선일보사 제8회 공채로 입사하였다. 이때 조선일보 사회부장으로 있던 리영희 외신부장 밑에서 수습기자 생활을 했다. 수습을 거쳐 1966년 2월부터는 조선일보 외신부 기자가 되고, 사회부 기자와 정치부 기자로 활동했다. 조선일보사 정치부 기자로 재직 중이던 1968년 김문자를 만나 그해 11월 9일 결혼하였다. 이후 미국 워싱턴 특파원으로 파견되었다.
1965년 6월 조선일보에 입사한 이후부터 조선일보의 대표적 필진으로 활약했고, 한때 미국 워싱턴 특파원으로도 파견되었다.
1979년 3월 조선일보사 외신부장이 되었다가 조선일보 공채 7기 출신인 허문도를 밀어내고 1980년 3월 7일 조선일보사 사회부장이 되었다.  1981년 12월 7일에는 조선일보 정치부장이자 부국장대우에 선임되었고, 이후 조선일보 논설위원실 위원, 1984년 조선일보사 출판국 국장을 지냈다.
그러나 군사정부와 마찰을 빚기도 했다. 철저한 보수주의에 입각한 그의 일관된, 그리고 때로는 너무 단호한 논조가 가끔 시대와 불화를 낳기도 했고 필화(筆禍)를 일으켰던 이유다.

### 조선일보 주필과 편집국장, 간부대우 기자
조선일보 출판국장으로 재직 중 실은 칼럼 중 동서남북이 전두환 정권 인사의 심기를 건드려 칼럼 기고를 중단하게 되었다. 1986년 3월 1일에는 조선일보사 현대사연구소장 겸 논설위원실 위원이 되고, 1989년 2월까지 현대사연구소장으로 재직했다. 1987년 영국으로 건너가 옥스퍼드 대학 세인트앤터니대학에서 수학하였다. 1989년 2월 28일 조선일보 이사 겸 논설주간이 되었다가 그해 5월 26일에는 조선일보 편집국장 겸 이사에 선임되었다. 1990년 3월 11일에는 조선일보 이사 겸 주필, 1991년 조선일보 주필, 1993년 10월 국립공원관리공단 자문위원회 위원 등에 선임되었다. 1995년 2월 8일에는 서울에서 폴 사이먼 상원의원, 스트로브 탈보트 국무부 副장관 등이 참석한 열린 한미21세기위원회에 초청되었다.
1995년 1월 21일 한국신문편집인협회 공동 부회장에 선출되었다. 1996년 다시 조선일보 사회부장직을 겸임하였다. 1998년 12월 조선일보 주필 전무대우, 2002년 3월 조선일보 편집인에 선임되었으며, 2003년 1월 이사대우 기자로 선임되어 미국 워싱턴 D.C.에 파견되었다.
한편 그는 김대중 정권 때 ‘햇볕 정책’을 부정적으로 보는 바람에 언론사 세무조사와 가족들의 계좌추적을 감수해야 했다. 한편 그는 정치인 김대중을 신뢰할 수 없었다 하는데, 1970년대 미국 특파원 시절 목격했던 자유민주주의에 의해 더욱 다져졌을 것이다. 동명이인 정치인 김대중을 온전히 신뢰할 수 없었던 이유도 이것이었다 한다.
2004년 3월 귀국과 동시에 조선일보 부사장대우 이사에 선임되었다.
2008년 노무현 대통령의 마지막 평양방문을 ‘노무현쇼’라고 비판했다.

### 퇴임 이후
2004년 10월 31일 정년퇴임과 동시에 사원 신분을 유지한 조선일보 고문으로 추대되었다.
시사저널의 '가장 영향력 있는 언론인' 조사에서 2004년까지 조사 이래 1위를 차지했으며 2005년 조사에서는 손석희에게 1위 자리를 넘겨주었다. 현재는 정년으로 일선에서 물러나 있으나 4위를 차지할 정도로 영향력이 높다.
1967년 8월, 충남 청양에 위치한 구봉광산에서 광부로 일하던 양창선씨 매몰사건 보도로 유명기자로 떠올랐다. 이후, 정치부 기자로 발탁되고 워싱턴 특파원으로 파견되었다.

## 저서
- 《부자유 시대》(정우사, 1986)
- 《언론, 조심하라구》(진권문화사, 1994)

## 수상
- 1991년 10월 9일 중앙대학교 제6회 중앙언론문화상 수상
- 1991년 11월 1일 제2회 위암언론상
- 1996년 11월 운경재단 제2회 운경상 문화언론부문상

## 가족 관계
- 아버지 : 김용옥(金容玉)
- 어머니 : 이을순(李乙順)
- 부인 : 김문자(金文子)
- 처남 : 김광웅

## 기타

### 편파보도에 대한 논란
1980년 광주민주화운동 당시 비상계엄령 소식을 듣고 데모에 가담한 전남대학교 학생들을 “총을 든 난동자”로 묘사하고, “생필품의  품귀현상이 빚어지고 있다”고 기사를 썼다.
1997년 대통령 선거를 앞두고 이인제 후보가 이끄는 국민신당 국회의원들이 이회창에게 편파적인 기사를 보고 항의하러 오자 그들에게 “너네들 내일 모레면 끝이야. 국민회의, 국민신당 너희는 싹 죽어. 까불지 마” “내일 모레면 없어질 정당이…”라고 폭언을 날리기도 했다.

### 조선일보 소유관계
김대중은 조선일보의 주식 0.5%를 가지고 있다.

## 같이 보기
| - 조갑제 - 선우휘 - 지만원 - 조선일보 - 서울대학교 - 이상돈 - 이도형 - 서정갑 - 송복 - 손충무 | - 박홍 - 이회창 - 전원책 - 이동복 - 박관수 - 박용만 - 박찬성 - 홍일식 - 홍관희 | - 류근일 - 이선호 - 김필재 - 김성욱 - 이동복 - 이주천 - 윤치영 - 진중권 - 마광수 |